# NGC 5879
NGC 5879 là một thiên hà xoắn ốc trong chòm sao Thiên Long. Thiên hà được phát hiện vào năm 1788 bởi William Herschel. Nó là thành viên của Tập đoàn NGC 5866.